# Kanton Villebon-sur-Yvette
Kanton Villebon-sur-Yvette is een voormalig kanton van het Franse departement Essonne. Kanton Villebon-sur-Yvette maakte deel uit van het arrondissement Palaiseau en telt 21.187 inwoners (1999). Het werd opgeheven bij decreet van 24 februari 2014, met uitwerking op 22 maart 2015.

## Gemeenten
Het kanton Villebon-sur-Yvette omvatte de volgende gemeenten:
- Ballainvilliers
- Champlan
- Saulx-les-Chartreux
- Villebon-sur-Yvette (hoofdplaats)
- Villejust